# Meilleur joueur du tournoi des Six Nations
Le titre de meilleur joueur du Tournoi des Six Nations est une récompense sportive de rugby à XV qui récompense depuis 2004 le meilleur joueur à chacune des éditions du Tournoi des Six Nations, disputé par l'Angleterre, l'Écosse, l'Irlande, l'Italie, la France et le pays de Galles.

## Historique
La récompense est créée en 2004 par l'organisation du Tournoi des Six Nations, Six Nations Rugby Limited.
Le premier joueur à remporter le titre est le centre irlandais Gordon D'Arcy,.

## Procédure
Une commission d'experts crée une liste de candidat à l'obtention du titre de meilleur joueur du Tournoi. C'est ensuite aux supporters des différentes nations de voter pour le meilleur joueur de l'édition, qui est annoncé une semaine après le dernier match de l'épreuve,.

## Palmarès
| Éditions | Joueur               | Nation         | Poste                | Bilan collectif   | Notes et sources |
| -------- | -------------------- | -------------- | -------------------- | ----------------- | ---------------- |
| 2004     | Gordon D'Arcy        | Irlande        | Centre               | 2e (4 V, 1 D), TC | [ 2 ]            |
| 2005     | Martyn Williams      | Pays de Galles | Troisième ligne      | GC                | [ 4 ]            |
| 2006     | Brian O'Driscoll (1) | Irlande        | Centre               | 2e (4 V, 1 D), TC |                  |
| 2007     | Brian O'Driscoll (2) | Irlande        | Centre               | 2e (4 V, 1 D), TC |                  |
| 2008     | Shane Williams       | Pays de Galles | Ailier               | GC                | [ Notes 1 ]      |
| 2009     | Brian O'Driscoll (3) | Irlande        | Centre               | GC                | ,                |
| 2010     | Tommy Bowe           | Irlande        | Ailier               | 2e (3 V, 2 D)     | ,                |
| 2011     | Andrea Masi          | Italie         | Arrière              | 6e (1 V, 4 D)     | [ 7 ]            |
| 2012     | Dan Lydiate          | Pays de Galles | Troisième ligne aile | GC                | [ 8 ]            |
| 2013     | Leigh Halfpenny      | Pays de Galles | Arrière              | 1er (4 V, 1 D)    | ,                |
| 2014     | Mike Brown           | Angleterre     | Arrière              | 2e (4 V, 1 D), TC | ,                |
| 2015     | Paul O'Connell       | Irlande        | Deuxième ligne       | 1er (4 V, 1 D)    | [ 11 ]           |
| 2016     | Stuart Hogg (1)      | Écosse         | Arrière              | 4e (2 V, 3 D)     | [ 12 ]           |
| 2017     | Stuart Hogg (2)      | Écosse         | Arrière              | 4e (3 V, 2 D)     | ,                |
| 2018     | Jacob Stockdale      | Irlande        | Ailier               | GC                | ,                |
| 2019     | Alun Wyn Jones       | Pays de Galles | Deuxième ligne       | GC                | [ 15 ]           |
| 2020     | Antoine Dupont (1)   | France         | Demi de mêlée        | 2e (4 V, 1 D)     | [ 16 ]           |
| 2021     | Hamish Watson        | Écosse         | Troisième ligne aile | 4e (3 V, 2 D)     |                  |
| 2022     | Antoine Dupont (2)   | France         | Demi de mêlée        | GC                | [ 17 ]           |
| 2023     | Antoine Dupont (3)   | France         | Demi de mêlée        | 2e (4 V, 1 D)     | [ 18 ]           |
| 2024     | Tommaso Menoncello   | Italie         | Centre               | 5e (2 V, 1N, 2 D) | [ 19 ]           |
| 2025     | Louis Bielle-Biarrey | France         | Ailier               | 1er (4 V, 1 D)    | [ 20 ]           |

Nota

V victoire, D défaite
GC Grand chelem, TC Triple couronne.

## Bilan

### Par joueur
L'Irlandais Brian O'Driscoll et le Français Antoine Dupont ainsi que l'Écossais Stuart Hogg sont les seuls joueurs à avoir remporté plus d'une fois ce trophée : trois fois pour O'Driscoll et Dupont et deux fois pour Hogg. Les trois joueurs cités ont également réussi à conserver leur trophée une fois.

### Par nation
L'équipe d'Irlande est l'équipe la plus récompensée avec sept lauréats depuis la création du trophée.
| Rang | Nation         | Nombre de lauréats | Premier / dernier |
| ---- | -------------- | ------------------ | ----------------- |
| 1    | Irlande        | 7                  | 2004 / 2018       |
| 2    | Pays de Galles | 5                  | 2005 / 2019       |
| 3    | France         | 4                  | 2020 / 2025       |
| 4    | Écosse         | 3                  | 2016 / 2021       |
| 5    | Italie         | 2                  | 2011 / 2024       |
| 6    | Angleterre     | 1                  | 2014              |

### Par poste
Les arrières (numéro 15) et les centres (numéro 12 ou 13) dominent le palmarès avec cinq lauréats. Dix-sept fois sur vingt-deux, c'est un joueur des lignes arrière qui remporte le trophée.
| Rang | Poste           | Lauréats |
| ---- | --------------- | -------- |
| 1    | Arrière         | 5        |
| 2    | Centre          | 5        |
| 3    | Ailier          | 4        |
| 4    | Troisième ligne | 3        |
| -    | Demi de mêlée   | 3        |
| 6    | Deuxième ligne  | 2        |